# 안효민
안효민(1986년 10월 16일 ~ )은 대한민국의 성우로, 2012년 대원방송 성우극회 공채 3기로 입사했다.

## 학력
- 영남대학교 정치외교학과 학사

## 출연작품

### 애니메이션
- 달의 요정 세일러문 R - 지배자
- 애슬론 또봇 - 메트론
- 드래곤볼 카이 - 나레이션, 키비토
- 드래곤볼 슈퍼 - 키비토, 모히이토, 지렌
- 디지몬 크로스워즈 - 코테몬 / 도베르몬 / 하피몬
- 디지몬 고스트 게임 (재능TV) - 조현오
- 벨제바브 - 시로야마 / 보스 / 그라펠
- 소년탐정 김전일 Original - 유게
- 스위트 프리큐어♪ - 바스도라 (베이스드럼)/미나미노 소스케(南野 奏介)
- 왕괴짜 돈만이
- 울트라 키즈짱 - 덩치
- 유쾌한 개굴루씨 - 미스터 캣
- 유희왕 ZEXAL
- 페어리 테일 - 제트 / 벨베노 / 루시아빠
- 바쿠만 - 모리타카 아빠 / 핫토리
- 변신자동차 또봇 - 또봇 C, 왕희빈, 국관장, 델타트론
- 트랜스포머 프라임 - 울트라 매그너스
- 트랜스포머 레스큐봇 - 볼더
- 코토우라양 (애니박스)
- 팩맨과 유령의 모험 (애니박스) - 비트레
- 기동전사 건담 AGE(챔프TV) - 발가스 / 아담스
- 원피스Original (챔프TV) - 오즈 / 쿠마시 / 바솔로뮤 쿠마 / 돈 앗치노 / 트로프 / 카르네 / 탕수이 / 햄버그 / 소돔 / 사카즈키
- 원피스 New - 홀케이크 아일랜드 편 (애니박스) - 네펠타리 코브라
- 원피스 New - 무사의 나라 편 (애니박스) - 쇼군(쿠로즈미 오로치)
- 조이드 와일드 - 푸아그라
- 파워캐치 완다 - 기가가
- 오소마츠 6쌍둥이 - 데카판
- 해피해피 다마고치! - 다마P치, 플랙햇, 다이구치, 지텐카메, 넥타이치, 타이요치
- 괴도 조커 - 하치 아빠
- 타오르지마 버스터 (KBS) - 공박사
- 다이노 파워즈 - 파이로
- 바이클론즈 - 오사장, 실버, 메카졸, 전복
- 투모로우 나라의 마일스 - 왓슨 사령관
- 포켓몬스터 W (투니버스) - 사간
- 라이즈맨 - X 본부장
- 멍, 풀구 (KBS)

### 애니메이션 영화
- 짱구는 못말려 극장판: 태풍을 부르는 나와 우주의 프린세스 - 목얼큰
- 짱구는 못말려 극장판: 엄청 맛있어! B급 음식 서바이벌! - 소스의 달인 강사장
- 빌리와 용감한 녀석들: 치킨 히어로 - 썬더
- 페어리테일 극장판 - 봉황의 무녀
- 베르세르크 극장판 (애니박스) - 기엔 / 피핀
- 극장판 또봇: 로봇군단의 습격 - 국관장
- 만담강호 - 산적 / 신민철 / 음공고수 / 왕 / 손님 / 부하 / 선비 / 학생
- 원피스 스탬피드 - 아카이누

### 특촬물
- 가면라이더 오즈 - 허세윤
- 파워레인저 고버스터즈 - 고릴바나 (겐다 텟쇼)
- 가면라이더 포제 - 스콜피온 조디아츠 / 갈기태 (레온 조디아츠)
- 파워레인저 다이노포스 - 백면신관 카오스 / 라미레스 (싸이언 다이노)
- 가면라이더 드라이브 - 오현팔
- 파워레인저 루팡포스 VS 패트롤포스  - 이윤슬 (패트롤 2호) / 내레이션
- 가면라이더 리바이스 - 임차우, 공윤수, 베일

### 외화
- 문나이트 - 일라이어스 스펙터(레이 루카스) / 제이비(알렉산더 콥) / 빌리(데이비드 간리)
- 변두리 로켓 (채널J) - 내레이션 / 자이젠 / 에바라
- 토르: 러브 앤 썬더 - 라푸(조니 브루) / 헤라클레스(브렛 골드스타인)

### 게임
- 그랜드체이스 for kakao
- 리그 오브 레전드 - 킨드레드 (늑대), 워윅 (리메이크), 메카 제로 사이온 스킨, 요릭 (리메이크), 갈리오 (리메이크)
- 엘소드 - 칼론
- 오버워치 - 젠야타
- 삼국블레이드 - 손책
- 커츠펠
- 쿠키런: 킹덤 - 천년나무 쿠키

### 플래시 애니메이션
- 신연예인지옥 (오인용) - 최현일 병장
- 이웃집 오인용 (오인용) - 최현일
- 시트콤 명화마을 (오인용 데빌 - 유튜브 좀바라) - 장주원

### 오디오 드라마
- 드라마 바이블 - 야곱 / 삼손
- 마운틴 오딧세이 (오디언)
- 사장의 시간학 (오디언)
- 은밀한 밤의 오피스 (북큐브) - 남도일
- 격발 (夜海) - 강쇠

### 다큐
- 2017.09.18~2017.09.20 EBS 다큐프라임 <4차 산업혁명시대 교육대혁명> (EBS)